# Pierre François Bouchard
Pour les articles homonymes, voir Bouchard.
Pierre François Bouchard, né le 2 mai 1831 à Lyon et mort le 4 novembre 1889 à Villiers-le-Bel, est un peintre français.

## Biographie
Né le 2 mai 1831 à Lyon, Pierre François Bouchard étudie d'abord sous Bonnefond en 1845 à l'École des Beaux-Arts de Lyon. Il se rend ensuite à Paris pour étudier dans les ateliers d'Hippolyte et de Paul Flandrin.
Il meurt le 4 novembre 1889 à Villiers-le-Bel.